# TERPROM

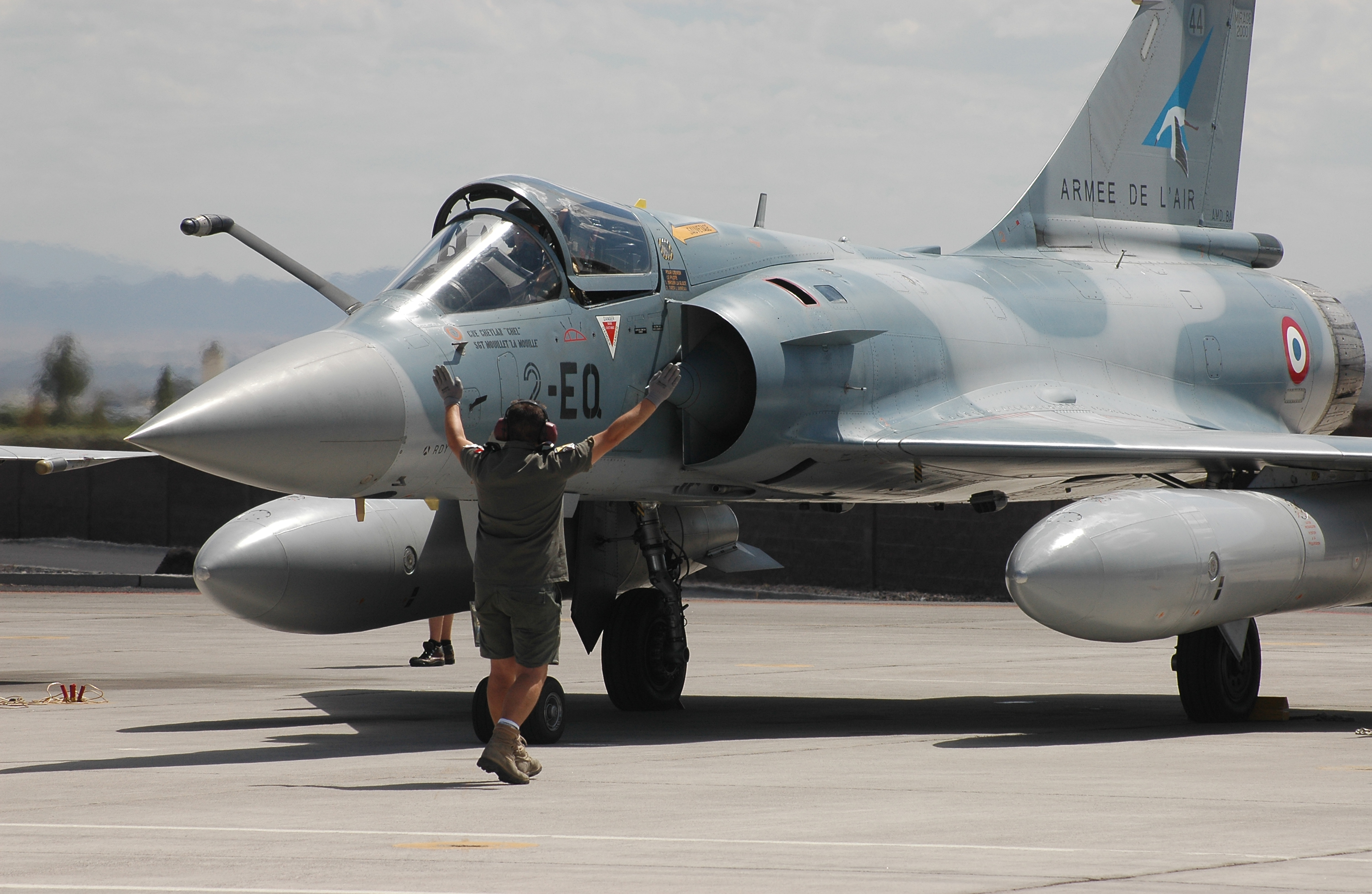
L'avion de chasse français Mirage 2000 emploie le TERPROM pour sa navigation.

Le TERPROM (en anglais : Terrain Profile Matching) est un système avertisseur de proximité du sol d'origine militaire, employé sur les aéronefs et les missiles.

## Historique
Le TERPROM fut initialement conçu en 1977 au sein de la division Guided Weapons New Projects Office de la société British Aerospace, située à Bristol en Angleterre.
Il fut créé à la suite d'un contrat passé avec le ministère de la défense britannique, qui devait informer le gouvernement du pays des options de développement et des applications qui pouvaient être dérivées de la fabrication de missiles de croisière.
Le TERPROM est produit par la firme Atlantic Inertial Systems, située à Plymouth (Royaume-Uni), anciennement une subsidiaire de BAE Systems, acquise en décembre 2009 par la Goodrich Corporation.

## Principe de fonctionnement
Le système emploie une carte digitale, regroupant un ensemble de valeurs d'élévation pré-enregistrées, et la compare avec les données en provenance des systèmes de navigation et de l'altimètre radar, afin de connaitre en permanence la position de l'aéronef ou du missile sur la surface du globe. Il est également employé comme système d'alerte, afin de prévenir une collision avec le sol, en prévenant l'appareil ainsi équipé qu'il est trop près du relief.

## Aéronefs utilisateurs
Le TERPROM est utilisé sur les appareils suivants :
- Avions : F-16, Mirage 2000, AV-8B Harrier II, SEPECAT Jaguar, Panavia Tornado, A-10 Thunderbolt II, Eurofighter Typhoon, BAe Hawk C-130 Hercules et C-17 Globemaster III
- Missiles de croisière : Storm Shadow et SOM